# Skog i Sverige

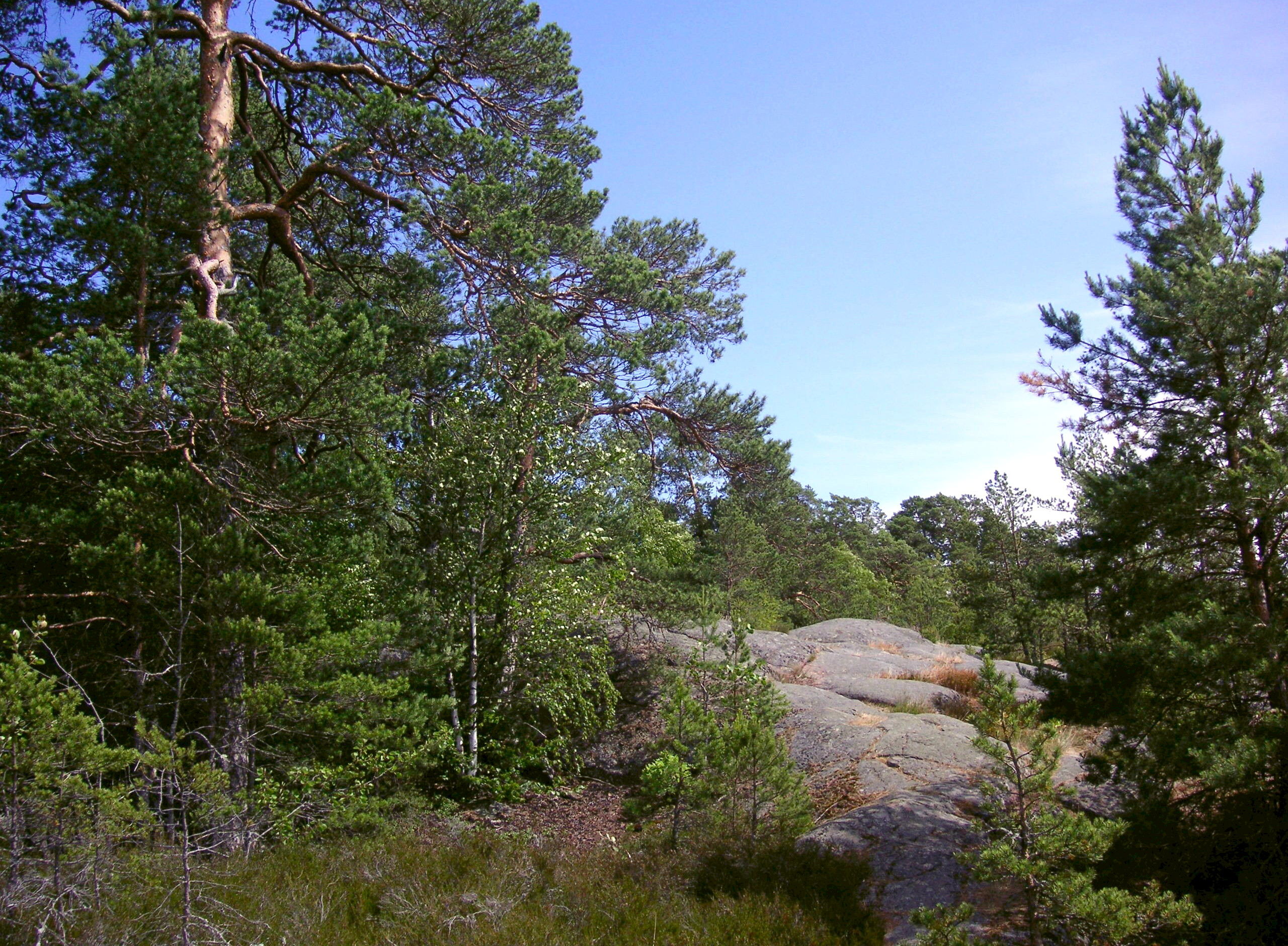
Skog i Grimsta naturreservat, Stockholm

Skogen i Sverige anses som de flesta andra vara skiktad, det vill säga uppbyggd av olika höjdlager. Längst ner, strax ovan förnan, finns bottenskiktet, som innehåller mossor, lavar och svampar. Ovanför bottenskiktet ligger fältsiktet som innehåller ormbunksväxter, örter och gräs. I vissa fall finns ytterligare två lager. Buskskiktet är växter som är lägre än fem meter, medan det översta trädskiktet utgörs av de träd som är högre än fem meter.
Typen av skog varierar. Den svenska skogen består av cirka 75 % kulturskog och knappt 25% naturskog. I söder är lövskog relativt sett vanligare, medan mellersta och norra Sverige helt domineras av barrskog bestående av gran- och tallbestånd. Skogsmarkens produktionsförmåga, dess bonitet, är mycket avhängig klimatet, och avtar ju längre norrut man kommer i Sverige. I fjällen ovanför trädgränsen växer inga träd och landskapet är av typen fältskikt. I Sverige finns sedan århundraden inte längre någon urskog i egentlig mening. Däremot finns områden som till del liknar urskog, exempelvis Fiby urskog och Lunsen i Uppland.
I Sverige bedrivs sedan sekelskiftet 1900 ett planlagt skogsbruk som syftar till att försörja skogsindustrin med högkvalitativ råvara samtidigt som skogens långsiktiga återväxt inte äventyras. Inom skogsbruket skiljer man på produktiv skogsmark respektive impediment. Med produktiv skogsmark avses skogsområden som i genomsnitt kan antas producera mer än en skogskubikmeter per hektar och år. Vanliga typer av impediment är myrmark, kraftledningsgator och särskilt bergiga partier.
I Sverige finns det cirka 22,7 miljoner hektar produktiv skogsmark, vartill tillkommer 5,8 miljoner hektar impediment. Privata ägare äger drygt halva arealen, medan skogsindustrin och allmänna ägare som Sveaskog, Statens Fastighetsverk, stift inom Svenska kyrkan och kommuner äger den andra halvan.
På senare tid har vetskapen om, och betydelsen av tätortsnära skog ökat. Med tätortsnära skog menas skog som finns inom nära avstånd, 0,5–1 km från bebyggelsen. I den tätortsnära skogen bedrivs den huvudsakliga rekreationen, och den har därför stor betydelse för människors hälsa och välbefinnande.
| Sveriges landareal                         | 41,1 milj. ha                                                         |
| Produktiv skogsmarksareal                  | 22,7 milj. ha                                                         |
| Skogsimpediment                            | 5,8 milj. ha                                                          |
| Urskog                                     | ca 85 000 ha                                                          |
| Ädellövskog                                | ca 150 000 ha                                                         |
| Tätortsnära skogar                         | ca 300 000 ha                                                         |
| Kustnära skogar                            | ca 450 000 ha                                                         |
| Virkesförråd                               | 2 666 milj. m³sk                                                      |
| Årlig tillväxt                             | ca 96,2 milj. m³sk                                                    |
| Årlig avverkning                           | ca 70 milj. m³sk                                                      |
| Genomsnittlig volym av slutavverkningsträd | från 0,20 m³sk i norra Sverige till 0,40 i de södra delarna av landet |
| Genomsnittlig volym vid slutavverkningar   | 203 m³sk/ha                                                           |

## Skogstyper
I Sverige förekommer bland annat följande typer av skog, indelade efter växtlighetstyp och växtplats:
- Västlig taiga
- Tallskog
- Blandskog
- Trivialskog
- Boreonemoral ädellövsskog
- Primärskog i landhöjningskust
- Fjällbjörkskog
- Örtrik granskog
- Barrskog på rullstensås
- Skog på betesmark
- Lövsumpskog
- Bokskog
- Ekskog
- Ek-avenboksskog
- Lind-lönnskog i ravin och sluttning
- Myrskog
- Alluvial lövskog
- Ek-alm-askblandskog längs vattendrag
- Ängsgranskog